# Cupa EHF Feminin 2018-2019
Cupa EHF Feminin 2018-19 a fost a 38-a ediție a Cupei EHF. Câștigătoarea trofeului a fost echipa maghiară Siófok KC, care a învins în finală echipa daneză Team Esbjerg, cu scorul general de 47–42.

## Formatul
Ediția din 2018-19 a fost a treia după schimbarea, în iulie 2016, a formatului întrecerii. Fosta Cupă EHF a fuzionat cu Cupa Cupelor EHF, rezultând o singură competiție cu un număr mai mare de echipe. Sistemul de joc este identic cu cel din ediția anterioară: există trei manșe de calificare, o fază a grupelor și faze eliminatorii.

### Manșa 1 de calificare
În această manșă au fost distribuite 28 de echipe, care au jucat grupate câte două, în sistem tur-retur. Turul s-a desfășurat între 8 și 9 septembrie 2018, iar returul între 15 și 16 septembrie 2018.

### Manșa a 2-a de calificare
În această manșă au fost distribuite în primă fază 18 echipe, din care 16 s-au calificat direct în această rundă, iar celelalte 2 au fost echipele care s-au clasat pe locurile 4 în cele două turnee de calificări pentru Liga Campionilor. În manșa a 2-a au avansat ulterior și cele 14 echipe câștigătoare din manșa 1. Cele 32 de echipe rezultate în total au jucat grupate câte două, în sistem tur-retur. Turul s-a desfășurat între 12 și 14 octombrie, iar returul între 19 și 21 octombrie 2018.

### Manșa a 3-a de calificare
În această manșă au fost distribuite în primă fază 8 echipe, din care 4 direct, conform coeficienților EHF pentru sezonul 2018-19 și performanțelor obținute în respectivele competiții interne.
Tot în această manșă au fost distribuite direct și echipele clasate pe locurile 2 și 3 în cele două turnee de calificări pentru Liga Campionilor EHF 2018-19. Ulterior, în manșa a 3-a au avansat și cele 16 echipe câștigătoare din manșa a 2-a. Cele 24 de echipe rezultate în total au jucat grupate câte două, în sistem tur-retur.

## Tragerile la sorți și datele manșelor
Manșele 1 și a 2-a au fost trase la sorți pe data de 17 iulie 2018, de la ora locală 11:00, la sediul EHF de la Viena, iar extragerea a fost transmisă în direct pe canalul online ehfTV, pe paginile de Facebook și Twitter ale EHF și printr-un live ticker pe pagina de internet eurohandball.com.
Distribuția echipelor în urnele valorice pentru tragerea la sorți a fost anunțată pe 10 iulie.
| Rundă                | Data tragerii la sorți | Tur                                            | Retur                                          |
| -------------------- | ---------------------- | ---------------------------------------------- | ---------------------------------------------- |
| Manșa 1              | 17 iulie 2018          | 8–9 septembrie 2018                            | 15–16 septembrie 2018                          |
| Manșa a 2-a          | 17 iulie 2018          | 12–14 octombrie 2018                           | 19–21 octombrie 2018                           |
| Manșa a 3-a          | 23 octombrie 2018      | 10–11 noiembrie 2018                           | 17–18 noiembrie 2018                           |
| Faza grupelor        | 22 noiembrie 2018      | 5–6 ianuarie 2019, până pe 9–10 februarie 2019 | 5–6 ianuarie 2019, până pe 9–10 februarie 2019 |
| Sferturile de finală | 12 februarie 2019      | 2–3 martie 2019                                | 9–10 martie 2019                               |
| Semifinalele         | 12 februarie 2019      | 6–7 aprilie 2019                               | 13–14 aprilie 2019                             |
| Finala               | 16 aprilie 2019        | 4–5 mai 2019                                   | 11–12 mai 2019                                 |

## Faza calificărilor

### Manșa 1
Pentru a reduce din costurile deplasărilor și cazărilor, majoritatea echipelor a fost de acord să joace ambele meciuri în aceeași sală, pe terenul adversarului. Aceste cazuri sunt prezentate în notele din subsolul tabelului.
| Echipa 1                 | Scor gen. | Echipa 2                  | Tur   | Retur |
| ------------------------ | --------- | ------------------------- | ----- | ----- |
| Metraco Zagłębie Lubin   | 57 – 47a) | Azərsu HK                 | 27–21 | 30–26 |
| ŽRK Metalurg             | 26 – 64b) | Issy Paris Hand           | 15–31 | 11–33 |
| Zvezda Zvenigorod        | 58 – 47   | LK Zug Handball           | 30–24 | 28–23 |
| OTTO/VOC Amsterdam       | 50 – 67c) | IUVENTA Michalovce        | 24–37 | 26–30 |
| Viborg HK                | 66 – 44d) | Galiceanka Lviv           | 33–22 | 33–22 |
| BNTU-BelAZ Minsk         | 62 – 33e) | Handball Käerjeng         | 33–17 | 29–16 |
| HŽRK Grude               | 41 – 90f) | TuS Metzingen Handball    | 24–43 | 17–47 |
| SPONO Eagles             | 71 – 28g) | KHF Shqiponja Gjakovë     | 35–14 | 36–14 |
| Mecalia Atlético Guardés | 83 – 21h) | Enosi Neoleas Athienou    | 42–9  | 41–12 |
| Morrenhof Jansen Dalfsen | 43 – 54i) | Fredrikstad Ballklubb     | 27–28 | 16–26 |
| Höörs HK H65             | 45 – 37   | RK Lokomotiva Zagreb      | 22–18 | 23–19 |
| DHC Slavia Praha         | 56 – 53   | UHC Müllner Bau Stockerau | 32–23 | 24–30 |
| LC Brühl Handball        | 46 – 58j) | Kastamonu Bld. GSK        | 19–31 | 27–27 |
| GVM Europe-Vác           | 84 – 54k) | Maccabi Ramat Gan         | 39–27 | 45–27 |

Note
| a) Ambele meciuri au fost găzduite de Metraco Zagłębie Lubin, la Lubin. b) Ambele meciuri au fost găzduite de ŽRK Metalurg, la Skopje. c) Ambele meciuri au fost găzduite de IUVENTA Michalovce, la Michalovce. d) Ambele meciuri au fost găzduite de Viborg HK, la Viborg. e) Ambele meciuri au fost găzduite de Handball Käerjeng, la Bascharage. f) Ambele meciuri au fost găzduite de TuS Metzingen, la Metzingen. | g) Ambele meciuri au fost găzduite de KHF Shqiponja, la Đakovica. h) Ambele meciuri au fost găzduite de Atlético Guardés, la Pontevedra. i) Ambele meciuri au fost găzduite de Fredrikstad Ballklubb, la Fredrikstad. j) Ambele meciuri au fost găzduite de Kastamonu Belediyesi, la Kastamonu. k) Ambele meciuri au fost găzduite de GVM Europe-Vác, la Vác. |

### Manșa a 2-a
| Echipă                 | Echipă                   |
| ---------------------- | ------------------------ |
| Hypo Niederösterreich  | Storhamar Håndball Elite |
| Nykøbing Falster HK    | CS Măgura Cisnădie       |
| Herning-Ikast Håndbold | HCM Râmnicu Vâlcea       |
| ES Besançon            | HC Zalău                 |
| Nantes Atlantique HB   | GK Astrahanocika         |
| Buxtehuder SV          | Kuban Krasnodar          |
| Borussia Dortmund      | Dunaújvárosi KKA         |
| Byåsen Håndball Elite  | Siófok KC                |

| Echipă         | Loc                            |
| -------------- | ------------------------------ |
| Jomi Salerno   | Loc 4 TC1–Liga Campionilor EHF |
| Muratpaşa Bld. | Loc 4 TC2–Liga Campionilor EHF |

Pentru a reduce din costurile deplasărilor și cazărilor, unele echipe au fost de acord să joace ambele meciuri în aceeași sală, pe terenul adversarului. Aceste cazuri sunt prezentate în notele din subsolul tabelului.
| Echipa 1                 | Scor gen. | Echipa 2                 | Tur   | Retur |
| ------------------------ | --------- | ------------------------ | ----- | ----- |
| GVM Europe-Vác           | 48 – 67   | Siófok KC                | 22–35 | 26–32 |
| IUVENTA Michalovce       | 48 – 58   | Nykøbing Falster         | 26–29 | 22–29 |
| DHC Slavia Praha         | 45 – 57a) | CS Măgura Cisnădie       | 25–28 | 20–29 |
| Kuban Krasnodar          | 54 – 42b) | BNTU-BelAZ Minsk         | 29–22 | 25–20 |
| Jomi Salerno             | 47 – 67   | Zvezda Zvenigorod        | 22–32 | 25–35 |
| Höörs HK H65             | 62 – 51   | Muratpaşa Bld.           | 31–25 | 31–26 |
| Nantes Atlantique HB     | 49 – 49   | Issy Paris Hand          | 31–26 | 18–23 |
| SPONO Eagles             | 35 – 78   | Dunaújvárosi KKA         | 21–35 | 14–43 |
| GK Astrahanocika         | 53 – 66   | TuS Metzingen Handball   | 27–28 | 26–38 |
| HCM Râmnicu Vâlcea       | 55 – 47   | Kastamonu Bld. GSK       | 35–26 | 20–21 |
| Viborg HK                | 59 – 49   | Buxtehuder SV            | 27–24 | 32–25 |
| Herning-Ikast Håndbold   | 52 – 45   | Metraco Zagłębie Lubin   | 31–19 | 21–26 |
| ES Besançon              | 53 – 49   | Fredrikstad Ballklubb    | 31–23 | 22–26 |
| Hypo Niederösterreich    | 44 – 48   | Mecalia Atlético Guardés | 22–20 | 22–28 |
| Storhamar Håndball Elite | 51 – 34   | Byåsen Håndball Elite    | 29–20 | 22–14 |
| HC Zalău                 | 45 – 49   | Borussia Dortmund        | 25–25 | 20–24 |

Note
a) Ambele meciuri au fost găzduite de CS Măgura Cisnădie, la Cisnădie.
b) Ambele meciuri au fost găzduite de Kuban Krasnodar, la Krasnodar.

### Manșa a 3-a
24 de echipe au fost trase la sorți pentru manșa a 3-a de calificare. Tragerea la sorți a avut loc pe 23 noiembrie 2018, de la ora locală 11:00, la sediul EHF de la Viena, și a fost transmisă în direct pe canalul online ehfTV, pe paginile de Facebook și Twitter ale EHF, pe canalul YouTube al Federației Europene și printr-un live ticker pe pagina de internet eurohandball.com.
| Echipă         | Echipă  |
| -------------- | ------- |
| DHK Baník Most | GK Lada |
| Team Esbjerg   | ÉRD     |

| Echipă           | Loc                            |
| ---------------- | ------------------------------ |
| MKS Perla Lublin | Loc 2 TC1–Liga Campionilor EHF |
| BM Bera Bera     | Loc 3 TC1–Liga Campionilor EHF |
| SCM Craiova      | Loc 2 TC2–Liga Campionilor EHF |
| ŽORK Jagodina    | Loc 3 TC2–Liga Campionilor EHF |

| Echipă                   | Echipă                   |
| ------------------------ | ------------------------ |
| Herning-Ikast Håndbold   | CS Măgura Cisnădie       |
| Nykøbing Falster         | HCM Râmnicu Vâlcea       |
| Viborg HK                | Kuban Krasnodar          |
| Issy Paris Hand          | Zvezda Zvenigorod        |
| ES Besançon              | Mecalia Atlético Guardés |
| Borussia Dortmund        | Höörs HK H65             |
| TuS Metzingen Handball   | Dunaújvárosi KKA         |
| Storhamar Håndball Elite | Siófok KC                |

Cele 12 echipe au fost incluse în două urne valorice:
| - DHK Baník Most - Herning-Ikast Håndbold - Team Esbjerg - Mecalia Atlético Guardés - BM Bera Bera - ÉRD | - MKS Perla Lublin - SCM Craiova - GK Lada - Zvezda Zvenigorod - ŽORK Jagodina - Höörs HK H65 |

| - Nykøbing Falster - Viborg HK - ES Besançon - Issy Paris Hand - Borussia Dortmund - TusSies Metzingen | - Dunaújvárosi KKA - Siófok KC - Storhamar Håndball Elite - SCM Râmnicu Vâlcea - CS Măgura Cisnădie - Kuban Krasnodar |

Partidele tur s-au jucat pe 10–11 noiembrie, iar cele retur pe 17–18 noiembrie 2018.
| Echipa 1               | Scor gen. | Echipa 2                 | Tur   | Retur |
| ---------------------- | --------- | ------------------------ | ----- | ----- |
| Viborg HK              | 57 – 27   | ŽORK Jagodina            | 31–16 | 26–11 |
| Kuban Krasnodar        | 59 – 58   | Mecalia Atlético Guardés | 26–27 | 33–31 |
| Team Esbjerg           | 60 – 53   | Issy Paris Hand          | 29–28 | 31–25 |
| GK Lada                | 56 – 63   | Siófok KC                | 30–26 | 26–37 |
| DHK Baník Most         | 43 – 63   | TusSies Metzingen        | 19–28 | 24–35 |
| Borussia Dortmund      | 35 – 38   | SCM Craiova              | 17–19 | 18–19 |
| MKS Perla Lublin       | 50 – 53   | ES Besançon              | 22–22 | 28–31 |
| Herning-Ikast Håndbold | 43 – 35   | SCM Râmnicu Vâlcea       | 22–16 | 21–19 |
| ÉRD                    | 56 – 60   | Storhamar Håndball Elite | 29–28 | 27–32 |
| Dunaújvárosi KKA       | 41 – 48   | BM Bera Bera             | 18–26 | 23–22 |
| Nykøbing Falster       | 54 – 47   | Höörs HK H65             | 27–24 | 27–23 |
| Zvezda Zvenigorod      | 47 – 50   | CS Măgura Cisnădie       | 29–24 | 18–26 |

## Faza grupelor
Echipele care au jucat în această fază au fost distribuite în patru grupe de câte patru echipe:
| Echipă            | Echipă                   |
| ----------------- | ------------------------ |
| Viborg HK         | ES Besançon              |
| Kuban Krasnodar   | Herning-Ikast Håndbold   |
| Team Esbjerg      | Storhamar Håndball Elite |
| Siófok KC         | BM Bera Bera             |
| TusSies Metzingen | Nykøbing Falster         |
| SCM Craiova       | CS Măgura Cisnădie       |

| Echipă        | Loc                |
| ------------- | ------------------ |
| Larvik HK     | Locul 4 în Grupa A |
| IK Sävehof    | Locul 4 în Grupa B |
| RK Podravka   | Locul 4 în Grupa C |
| SG Bietigheim | Locul 4 în Grupa D |

### Distribuția în urnele valorice
Cele 16 echipe calificate în faza grupelor au fost distribuite în 4 urne valorice. Tragerea la sorți a grupelor a avut loc pe 22 noiembrie 2018, la Viena, de la ora locală 11:00. Conform regulamentului EHF, echipele provenind din aceeași țară au fost protejate, astfel încât în urma tragerii la sorți să nu fie extrase în aceeași grupă.
| Urna 1                                                 | Urna a 2-a                                             | Urna a 3-a                                                    | Urna a 4-a                                                                   |
| ------------------------------------------------------ | ------------------------------------------------------ | ------------------------------------------------------------- | ---------------------------------------------------------------------------- |
| - Larvik HK - IK Sävehof - RK Podravka - SG Bietigheim | - Team Esbjerg - ES Besançon - Siófok KC - SCM Craiova | - Viborg HK - BM Bera Bera - TusSies Metzingen - Storhamar HE | - Herning-Ikast HB - Nykøbing Falster - CS Măgura Cisnădie - Kuban Krasnodar |

Tragerea la sorți a fazei grupelor a fost transmisă în direct pe pagina de Facebook, pe canalul YouTube al EHF și printr-un live ticker. În urma tragerii la sorți au rezultat următoarele grupe:

### Grupa A
| Echipa             | M | V | E | Î | GM  | GP  | G   | Pct |
| ------------------ | - | - | - | - | --- | --- | --- | --- |
| Team Esbjerg       | 6 | 5 | 1 | 0 | 186 | 139 | +47 | 11  |
| Storhamar HE       | 6 | 3 | 1 | 2 | 156 | 150 | +6  | 7   |
| SG Bietigheim      | 6 | 3 | 0 | 3 | 173 | 151 | +22 | 6   |
| CS Măgura Cisnădie | 6 | 0 | 0 | 6 | 115 | 190 | −75 | 0   |

|               | BIE     | ESB     | STO     | CIS     |
| ------------- | ------- | ------- | ------- | ------- |
| SG Bietigheim | –       | 27 – 32 | 28 – 25 | 29 – 17 |
| Team Esbjerg  | 28 – 27 | –       | 25 – 20 | 41 – 18 |
| Storhamar HE  | 29 – 28 | 28 – 28 | –       | 28 – 23 |
| CS Cisnădie   | 20 – 34 | 19 – 32 | 18 – 26 | –       |

### Grupa B
| Echipa            | M | V | E | Î | GM  | GP  | G   | Pct |
| ----------------- | - | - | - | - | --- | --- | --- | --- |
| Siófok KC         | 6 | 6 | 0 | 0 | 188 | 139 | +49 | 12  |
| Herning-Ikast HB  | 6 | 4 | 0 | 2 | 164 | 157 | +7  | 8   |
| TusSies Metzingen | 6 | 2 | 0 | 4 | 162 | 173 | −11 | 4   |
| IK Sävehof        | 6 | 0 | 0 | 6 | 139 | 184 | −45 | 0   |

|               | SÄV     | SIÓ     | MET     | HER     |
| ------------- | ------- | ------- | ------- | ------- |
| IK Sävehof    | –       | 24 – 30 | 27 – 29 | 23 – 33 |
| Siófok KC     | 34 – 21 | –       | 32 – 25 | 25 – 21 |
| TuS Metzingen | 29 – 22 | 26 – 33 | –       | 25 – 28 |
| Ikast HB      | 29 – 22 | 22 – 34 | 31 – 28 | –       |

### Grupa C
| Echipa          | M | V | E | Î | GM  | GP  | G   | Pct |
| --------------- | - | - | - | - | --- | --- | --- | --- |
| Viborg HK       | 6 | 6 | 0 | 0 | 178 | 155 | +23 | 12  |
| Kuban Krasnodar | 6 | 2 | 1 | 3 | 161 | 158 | +3  | 5   |
| ESF Besançon    | 6 | 2 | 0 | 4 | 162 | 172 | −10 | 4   |
| Larvik HK       | 6 | 1 | 1 | 4 | 154 | 170 | −16 | 3   |

|           | LAR     | BES     | VIB     | KUB     |
| --------- | ------- | ------- | ------- | ------- |
| Larvik HK | –       | 29 – 26 | 28 – 31 | 23 – 23 |
| ESBF      | 32 – 25 | –       | 26 – 29 | 23 – 26 |
| Viborg HK | 26 – 23 | 35 – 26 | –       | 26 – 25 |
| Kuban     | 32 – 26 | 28 – 29 | 27 – 31 | –       |

### Grupa D
| Echipa           | M | V | E | Î | GM  | GP  | G   | Pct |
| ---------------- | - | - | - | - | --- | --- | --- | --- |
| RK Podravka      | 6 | 4 | 0 | 2 | 160 | 154 | +6  | 8   |
| Nykøbing Falster | 6 | 3 | 1 | 2 | 151 | 145 | +6  | 7   |
| SCM Craiova      | 6 | 2 | 1 | 3 | 126 | 136 | −10 | 5   |
| BM Bera Bera     | 6 | 2 | 0 | 4 | 170 | 172 | −2  | 4   |

|              | KOP     | CRA     | BER     | NYK     |
| ------------ | ------- | ------- | ------- | ------- |
| RK Podravka  | –       | 23 – 18 | 32 – 29 | 25 – 28 |
| SCM Craiova  | 23 – 26 | –       | 26 – 23 | 18 – 12 |
| BM Bera Bera | 32 – 26 | 32 – 21 | –       | 28 – 36 |
| Nykøbing FH  | 24 – 28 | 20 – 20 | 31 – 26 | –       |

## Fazele eliminatorii
În această fază s-au calificat echipele care au terminat pe primele două locuri în fiecare din cele patru grupe:
| De pe locul 1 din grupă | De pe locul 2 din grupă |
| ----------------------- | ----------------------- |
| Team Esbjerg            | Storhamar HE            |
| Siófok KC               | Herning-Ikast HB        |
| Viborg HK               | Kuban Krasnodar         |
| RK Podravka             | Nykøbing Falster        |

Tragerea la sorți pentru stabilirea meciurilor din sferturile de finală a avut loc pe 12 februarie 2019, de la ora locală 11:00, la sediul EHF din Viena.

### Diagrama
|  | Sferturile de finală | Sferturile de finală | Sferturile de finală | Sferturile de finală | Sferturile de finală |    |                  | Semifinalele     | Semifinalele | Semifinalele | Semifinalele | Semifinalele |  |    | Finala    | Finala | Finala | Finala | Finala |  |
|  |                      |                      |                      |                      |                      |    |                  |                  |              |              |              |              |  |    |           |        |        |        |        |  |
|  | A2                   | Storhamar HE         | 24                   | 31                   | 55                   |    |                  |                  |              |              |              |              |  |    |           |        |        |        |        |  |
|  | B1                   | Siófok KC            | 31                   | 32                   | 63                   |    |                  |                  |              |              |              |              |  |    |           |        |        |        |        |  |
|  | B1                   | Siófok KC            | 31                   | 32                   | 63                   |    | B1               | Siófok KC        | 28           | 25           | 53           |              |  |    |           |        |        |        |        |  |
|  |                      |                      |                      |                      |                      |    | B1               | Siófok KC        | 28           | 25           | 53           |              |  |    |           |        |        |        |        |  |
|  |                      | C1                   | Viborg HK            | 24                   | 27                   | 51 |                  |                  |              |              |              |              |  |    |           |        |        |        |        |  |
|  | D2                   | C1                   | Viborg HK            | 24                   | 27                   | 51 | Nykøbing Falster | 20               | 19           | 39           |              |              |  |    |           |        |        |        |        |  |
|  | D2                   |                      |                      |                      |                      |    | Nykøbing Falster | 20               | 19           | 39           |              |              |  |    |           |        |        |        |        |  |
|  | C1                   | Viborg HK            | 28                   | 24                   | 52                   |    |                  |                  |              |              |              |              |  |    |           |        |        |        |        |  |
|  | C1                   | Viborg HK            | 28                   | 24                   | 52                   |    |                  |                  |              |              |              |              |  | B1 | Siófok KC | 21     | 26     | 47     |        |  |
|  |                      |                      |                      |                      |                      |    |                  |                  |              |              |              |              |  | B1 | Siófok KC | 21     | 26     | 47     |        |  |
|  |                      | A1                   | Team Esbjerg         | 21                   | 21                   | 42 |                  |                  |              |              |              |              |  |    |           |        |        |        |        |  |
|  | B2                   | A1                   | Team Esbjerg         | 21                   | 21                   | 42 | Herning-Ikast HB | 34               | 18           | 52           |              |              |  |    |           |        |        |        |        |  |
|  | B2                   |                      |                      |                      |                      |    | Herning-Ikast HB | 34               | 18           | 52           |              |              |  |    |           |        |        |        |        |  |
|  | D1                   | RK Podravka          | 26                   | 24                   | 50                   |    |                  |                  |              |              |              |              |  |    |           |        |        |        |        |  |
|  | D1                   | RK Podravka          | 26                   | 24                   | 50                   |    | B2               | Herning-Ikast HB | 20           | 16           | 36           |              |  |    |           |        |        |        |        |  |
|  |                      |                      |                      |                      |                      |    | B2               | Herning-Ikast HB | 20           | 16           | 36           |              |  |    |           |        |        |        |        |  |
|  |                      | A1                   | Team Esbjerg         | 23                   | 30                   | 53 |                  |                  |              |              |              |              |  |    |           |        |        |        |        |  |
|  | C2                   | A1                   | Team Esbjerg         | 23                   | 30                   | 53 | Kuban Krasnodar  | 24               | 31           | 55           |              |              |  |    |           |        |        |        |        |  |
|  | C2                   |                      |                      |                      |                      |    | Kuban Krasnodar  | 24               | 31           | 55           |              |              |  |    |           |        |        |        |        |  |
|  | A1                   | Team Esbjerg         | 37                   | 37                   | 74                   |    |                  |                  |              |              |              |              |  |    |           |        |        |        |        |  |

### Sferturile de finală
| Echipa 1         | Scor gen. | Echipa 2     | Tur   | Retur |
| ---------------- | --------- | ------------ | ----- | ----- |
| Storhamar HE     | 55 – 63   | Siófok KC    | 24–31 | 31–32 |
| Herning-Ikast HB | 52 – 50   | RK Podravka  | 34–26 | 18–24 |
| Kuban Krasnodar  | 55 – 74   | Team Esbjerg | 24–37 | 31–37 |
| Nykøbing Falster | 39 – 52   | Viborg HK    | 20–28 | 19–24 |

### Semifinalele
| Echipa 1         | Scor gen. | Echipa 2     | Tur   | Retur |
| ---------------- | --------- | ------------ | ----- | ----- |
| Siófok KC        | 53 – 51   | Viborg HK    | 28–24 | 25–27 |
| Herning-Ikast HB | 36 – 53   | Team Esbjerg | 20–23 | 16–30 |

### Finala
Ordinea desfășurării celor două partide a fost stabilită prin tragere la sorți pe 16 aprilie 2019, la sediul EHF din Viena. Siófok KC a câștigat trofeul învingând pe Team Esbjerg cu scorul general de 47–42.
| Echipa 1  | Scor gen. | Echipa 2     | Tur   | Retur |
| --------- | --------- | ------------ | ----- | ----- |
| Siófok KC | 47 – 42   | Team Esbjerg | 21–21 | 26–21 |

## Clasamentul marcatoarelor
Clasamentul ia în calcul doar golurile marcate începând cu faza grupelor. Actualizat pe 11 mai 2019
| Poz. | Nume                     | Echipă           | Goluri |
| ---- | ------------------------ | ---------------- | ------ |
| 1    | Andrea Kobetić (CRO)     | Siófok KC        | 75     |
| 2    | Helene Fauske (NOR)      | Herning-Ikast HB | 70     |
| 3    | Estelle Nze Minko (FRA)  | Siófok KC        | 65     |
| 4    | Estavana Polman (NED)    | Team Esbjerg     | 61     |
| 5    | Betina Riegelhuth (NOR)  | Storhamar HE     | 55     |
| 6    | Kristina Liščević (SRB)  | Team Esbjerg     | 54     |
| 6    | Ann Grete Nørgaard (DEN) | Viborg HK        | 54     |
| 8    | Diana Golub (RUS)        | Kuban Krasnodar  | 50     |
| 9    | Mireya González (SPA)    | Siófok KC        | 48     |
| 10   | Simone Böhme (DEN)       | Siófok KC        | 43     |